# Taça de Honra da AF Porto
A Taça de Honra da AF Porto foi um troféu em formato de eliminatórias organizada pela AF Porto, ela foi realizada a primeira vez na época 1915–16 e a última vez na época 1984–85. O maior vencedor da competição é o FC Porto com 14 conquistas.

## Vencedores

### Por época
| Época   | Vencedor        |
| ------- | --------------- |
| 1984–85 | FC Felgueiras   |
| 1983–84 | FC Porto        |
| 1982–83 | Leixões SC      |
| 1981–82 | FC Penafiel     |
| 1980–81 | FC Porto        |
| 1979–80 | SC Salgueiros   |
| 1977–79 | Não se realizou |
| 1976–77 | SC Salgueiros   |
| 1968–76 | Não se realizou |
| 1967–68 | Vilanovense FC  |
| 1966–67 | Rio Ave FC      |
| 1965–66 | FC Porto        |
| 1964–65 | FC Porto        |
| 1963–64 | FC Porto        |
| 1962–63 | FC Porto        |
| 1961–62 | FC Porto        |
| 1960–61 | FC Porto        |
| 1959–60 | FC Porto        |
| 1958–59 | Não se realizou |
| 1957–58 | FC Porto        |
| 1956–57 | FC Porto        |
| 1948–56 | Não se realizou |
| 1947–48 | FC Porto        |
| 1918–48 | Não se realizou |
| 1917–18 | SC Espinho      |
| 1916–17 | FC Porto        |
| 1915–16 | FC Porto        |

### Por clube
| Clube          | Venceu | Época(s)                                                                           |
| -------------- | ------ | ---------------------------------------------------------------------------------- |
| FC Porto       | 14     | 1916, 1917, 1948, 1957, 1958, 1960, 1961, 1962, 1963, 1964, 1965, 1966, 1981, 1984 |
| SC Salgueiros  | 2      | 1977, 1980                                                                         |
| SC Espinho     | 1      | 1918                                                                               |
| Rio Ave FC     | 1      | 1967                                                                               |
| Vilanovense FC | 1      | 1968                                                                               |
| FC Penafiel    | 1      | 1982                                                                               |
| Leixões SC     | 1      | 1983                                                                               |
| FC Felgueiras  | 1      | 1985                                                                               |

Ref.: 